# Julio Mazzoleni
Julio Daniel Mazzoleni Insfrán (Asunción, Paraguay; 19 de diciembre de 1971) es un médico y político paraguayo que se desempeñó como ministro de Salud Pública y Bienestar Social desde el 15 de agosto de 2018 hasta el 5 de marzo de 2021, durante el gobierno de Mario Abdo Benítez. Renunció a su cargo ministerial tras críticas a su gestión por el aumento de muertes por SARS-CoV-2 en el país durante la pandemia de COVID-19.

## Trayectoria
Julio Daniel Mazzoleni Insfrán es Doctor en Medicina, egresado en el cuadro de honor de la Facultad de Ciencias Médicas de la Universidad Nacional de Asunción. Realizó la residencia en medicina interna, además de una especialización en Reumatología, en la Universidad Emory, de Atlanta, Georgia, Estados Unidos. Es egresado de la Agrupación Naval del Centro de Instrucción Militar para Estudiantes y Formación de Oficiales de Reserva (CIMEFOR), en cumplimiento del servicio Militar Obligatorio.
En su trayectoria formativa, recibió el Premio al Residente Docente (Resident Teaching Award), en la Universidad Emory, y fue mejor egresado en el área de Sanidad en el Curso de Perfeccionamiento de Oficiales de la Armada Nacional. Fue Presidente del Centro de Estudiantes de Medicina, de la Facultad de Ciencias Médicas de la UNA, en el 1994, y fue reconocido como estudiante destacado por sus méritos académicos, deportivos y gremiales con el Premio Estudiante del Año 1993. En los inicios de su carrera profesional, sirvió como paramédico y médico en el Servicio de Emergencia de Ambulancias (SASA).
Antes de asumir como Ministro, el Dr. Mazzoleni se desempeñó como Jefe del Servicio de Reumatología del Hospital Central del Instituto de Previsión Social. También, formó parte del plantel médico del Hospital de la Sanidad de la Armada Paraguaya y, tras prestar servicio como médico de la Sanidad Militar por 18 años, se retiró voluntariamente con el grado de Capitán de Corbeta de Sanidad. Así también, se desempeñó como médico reumatólogo en su práctica privada por 15 años. 
Respecto a actividades desarrolladas en el sector académico, fue instructor encargado del bloque de Reumatología, cátedra de Patología Médica, de la Facultad de Ciencias de la Salud, de la Universidad Católica. Fundó y coordina el Programa de Residencia Médica en Reumatología del IPS y la Facultad de Ciencias de la Salud, de la Universidad Católica, donde fue tutor principal.
En dos periodos, presidió la Sociedad Paraguaya de Reumatología y, en el 2013, fue Presidente del III Congreso Paraguayo de Reumatología. 
Cuenta con diversas publicaciones científicas, y tiene en su haber congresos nacionales e internacionales, como conferencista, disertante y director, enfocados en reumatología, geriatría, medicina familiar, medicina interna, entre otras especialidades.
Ganó notoriedad encabezando políticas públicas con la contención de la pandemia de COVID-19 que azotó el país a inicios de marzo de 2020, aunque luego pasó a ser muy cuestionado por su gestión administrativa.
El 5 de marzo de 2021 presentó su renuncia al cargo de Ministro de Salud a causa de las Protestas en Paraguay de 2021.